# Заветная улица (Киев)
Заветная улица (укр. Заповітна вулиця) — улица в Соломенском районе города Киева, местность Совки. Пролегает от начала застройки (от проезда без названия до Яблоневой улицы) до улицы Каменщиков.
Приобщаются Сумская и Яблоневая улицы.

## История
Улица возникла на рубеже 30–40-х годов XX века под названием 158-я Новая. Современное название — с 1944 года.